# Montreal Maroons
Montreal Maroons (celým názvem: Montreal Professional Hockey Club) byl profesionální kanadský klub ledního hokeje, který sídlil v Montréalu v provincii Québec. V letech 1924–1938 působil v profesionální soutěži National Hockey League. Maroons hrály ve své poslední sezóně v Kanadské divizi. Své domácí zápasy odehrával v hale Montreal Forum s kapacitou 17 959 diváků. Klubové barvy byly bílá a kaštanově hnědá.
Montreal Maroons se členy NHL staly v roce 1924 společně s Bostonem Bruins. V první sezoně sice skončili předposlední, ale v sezoně 1925/1926 se v základní části umístili na druhém místě. V playoff porazili postupně Pittsburgh Pirates, Ottawu Senators a ve finále také celek Victoria Cougars a získali Stanley Cup. O rok později vypadli už ve čtvrtfinále, ale v sezoně 1927/1928 se znovu probojovali do finále, kde nestačili na New York Rangers. V následujících letech končila jejich cesta v playoff většinou v semifinále (kromě sezony 1933/1934, kdy skončili ve čtvrtfinále). V sezoně 1934/1935 se ještě jednou radovali ze zisku Stanley Cupu, když ve finále porazili Toronto Maple Leafs. Následující sezona 1935/1936 však pro "trosečníky" znamenala začátek jejich konce v NHL. Sice se jim podařilo v playoff dostat do semifinále (stejně jako o rok později), ale Montreal Canadiens si na NHL vyžádalo francouzsky mluvící hráče, což znamenalo odchod řady opor Maroons ke Canadiens. V sezoně 1937/1938 skončili "trosečníci" poslední. Ligové umístění s finančními potížemi v důsledku Velké hospodářské krize mělo za následek odhlášení z NHL a zánik.

## Úspěchy
- Vítěz Stanley Cupu ( 2× )
  - 1925/26, 1934/35

## Kapitáni týmu
- Punch Broadbent (1924-25)
- Dunc Munro (1925–28)
- Nels Stewart (1928–32)
- Hooley Smith (1932–36)
- Lionel Conacher (1936–37)
- Stewart Evans (1937–38)

## Hokejová Síň slávy
- Clint Benedict
- Toe Blake
- Buck Boucher
- Punch Broadbent
- King Clancy
- Lionel Conacher
- Alex Connell
- Red Dutton
- Reg Noble
- Babe Siebert
- Hooley Smith
- Nels Stewart

## Ocenění
- Russ Blinco — Calder Memorial Trophy 1934
- Nels Stewart — Hart Trophy 1926, 1930

## Galerie

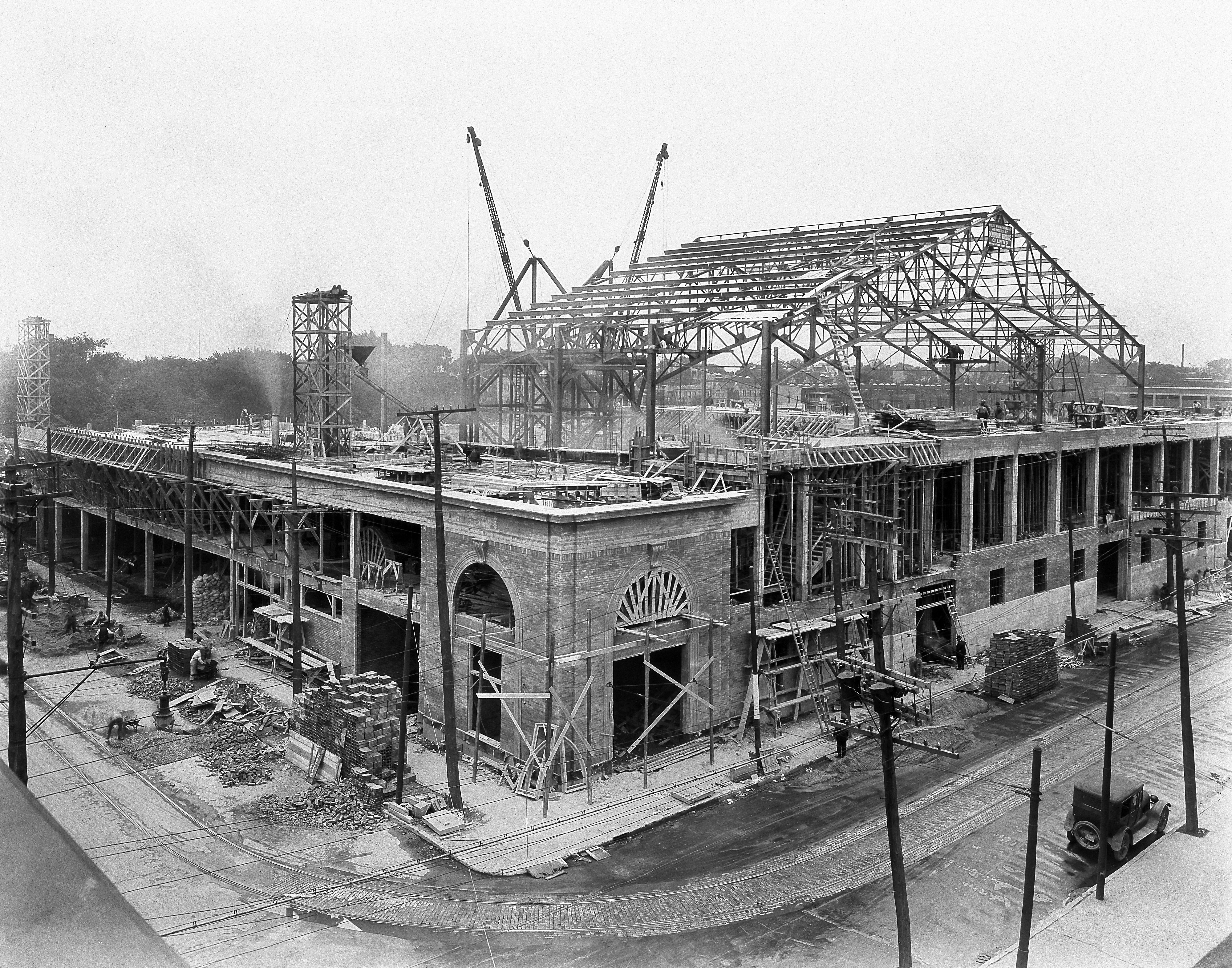
Forum Montreal (stav v roce 1924)
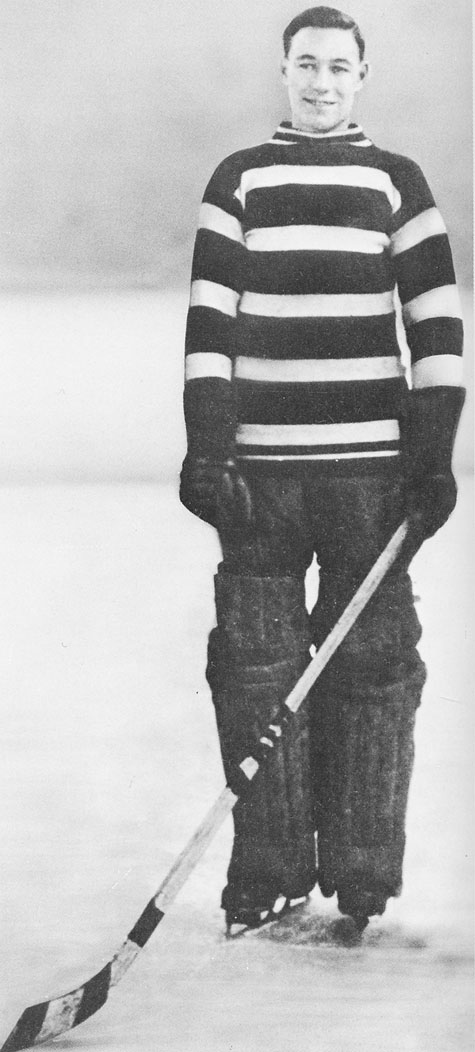
Clint Benedict

## Umístění v jednotlivých sezonách
Stručný přehled
Zdroj: 
- 1924–1926: National Hockey League
- 1926–1938: National Hockey League (Kanadská divize)

Jednotlivé ročníky
Zdroj: 
Legenda: Z - zápasy, V - výhry, VP - výhry v prodloužení, R - remízy, P - porážky, PP - porážky v prodloužení, VG - vstřelené góly, OG - obdržené góly, +/- - rozdíl skóre, B - body, KPW - Konference Prince z Walesu, CK - Campbellova konference, ZK - Západní konference, VK - Východní konference, fialové podbarvení - reorganizace, změna skupiny či soutěže
| USA / Kanada (1924 – 1938) |                       |        |    |    |    |    |    |    |     |     |     |    |        |             |
| Sezóny                     | Liga                  | Úroveň | Z  | V  | VP | R  | PP | P  | VG  | OG  | +/- | B  | Pozice | Play-off    |
| 1924/25                    | NHL                   | 1      | 30 | 9  | –  | 2  | –  | 19 | 45  | 65  | -20 | 20 | 5.     | Ne          |
| 1925/26                    | NHL                   | 1      | 36 | 20 | –  | 5  | –  | 11 | 91  | 73  | +18 | 45 | 2.     | Vítěz SC    |
| 1926/27                    | NHL (Kanadská divize) | 1      | 44 | 20 | –  | 4  | –  | 20 | 71  | 68  | +3  | 44 | 3.     | Čtvrtfinále |
| 1927/28                    | NHL (Kanadská divize) | 1      | 44 | 24 | –  | 6  | –  | 14 | 96  | 77  | +19 | 54 | 2.     | Finále SC   |
| 1928/29                    | NHL (Kanadská divize) | 1      | 44 | 15 | –  | 9  | –  | 20 | 39  | 67  | -28 | 65 | 5.     | Ne          |
| 1929/30                    | NHL (Kanadská divize) | 1      | 44 | 23 | –  | 5  | –  | 16 | 141 | 114 | +27 | 51 | 1.     | Semifinále  |
| 1930/31                    | NHL (Kanadská divize) | 1      | 44 | 20 | –  | 6  | –  | 18 | 105 | 106 | -1  | 46 | 3.     | Čtvrtfinále |
| 1931/32                    | NHL (Kanadská divize) | 1      | 48 | 19 | –  | 7  | –  | 22 | 142 | 139 | +3  | 45 | 3.     | Semifinále  |
| 1932/33                    | NHL (Kanadská divize) | 1      | 48 | 22 | –  | 6  | –  | 20 | 135 | 119 | +16 | 50 | 2.     | Čtvrtfinále |
| 1933/34                    | NHL (Kanadská divize) | 1      | 48 | 19 | –  | 11 | –  | 18 | 117 | 122 | -5  | 49 | 3.     | Semifinále  |
| 1934/35                    | NHL (Kanadská divize) | 1      | 48 | 24 | –  | 5  | –  | 19 | 123 | 92  | +31 | 53 | 2.     | Vítěz SC    |
| 1935/36                    | NHL (Kanadská divize) | 1      | 48 | 22 | –  | 10 | –  | 16 | 114 | 106 | +8  | 54 | 1.     | Semifinále  |
| 1936/37                    | NHL (Kanadská divize) | 1      | 48 | 22 | –  | 9  | –  | 17 | 126 | 110 | +16 | 53 | 2.     | Semifinále  |
| 1937/38                    | NHL (Kanadská divize) | 1      | 48 | 12 | –  | 6  | –  | 30 | 101 | 149 | -48 | 30 | 4.     | Ne          |